# 2070
2070 (MMLXX) bude běžným rokem, který začne ve středu 1. ledna podle gregoriánského kalendáře.

## Očekávané události
- 4. října – zatmění Slunce, viditelné z Jižní Afriky a Indického oceánu.[1]
- Předpokládá se, že islám překoná křesťanství a stane se největším náboženstvím světa.[2]